# 萬華雙福宮
萬華雙福宮，位於台北市西園路西藏路交叉口（西園路二段216號之2），建廟迄今已逾85年以上歷史，祀奉土地公、虎爺。
1933年「昭和橋」竣工當時（現為光復橋），「雙福宮」就已存在許久（正確年份目前已無可考察），舊址於西園路222號前的安全島處，當時土地所有權人為現任主委家族持有，週圍多為竹林，因當時「昭和橋」為萬華往返板橋唯一聯外橋樑，所有欲往外庄與欲入內庄的人們必定經過雙福宮，人們稱雙福宮為「外土地」，主要掌管護佑第一線往返庄民與外庄來者的平安。
原「雙福宮」土地公神像為石頭材質，意謂土地，後因失竊，庄民不忍，故重新雕刻神像開光。
隨著都城開發徵收土地拓寬道路而歷經兩次遷址，最終土地公選擇的落腳處為現址西園路二段216號之2，現在「雙福宮」的天公爐，則巧妙的正對著原始所在地處，像是土地公遙望著自己的故居。現址臨近西藏路、西園路、東園街交叉口，與西園派出所形成一左一右夾道保衛往來人們，迄今已逾85年以上。
現任主委早年在外鄉經商發展，感嘆家鄉發展嚴重停滯且貧戶繁多，陪伴自己長大的土地公也隨著社會發展被忽略，約10多年前返鄉定居後，因緣際會下，正式接任「雙福宮」主委，並為其正名為「萬華雙福宮」，以自身人脈召集各地好友匯集力量，每月兩次供應善食，並每年至少舉辦兩次大型救濟活動回饋鄉里至今。